# 鄭弘 (囲碁棋士)
鄭弘（てい こう、チョン・ホン郑弘、1968年2月19日 - ）は、中華人民共和国の囲碁棋士。四川省出身、中国囲棋協会所属、九段。NEC杯囲棋賽、宝勝電纜杯囲棋戦準優勝など。北京で鄭弘囲棋学校を開く。

## 経歴
成都市に生まれる。8歳で囲碁を学び、11歳で体育学校に進む。1984年に省の大会で優勝、同年初段。1985年二段、集中訓練隊入り。1987年五段。1988年棋王戦5位。1990年全国囲棋個人戦3位。1991年日中スーパー囲碁の中国一番手として出場して3人抜き。1991、92年十強戦リーグ入り。1993年天元戦ベスト4、CCTV杯ベスト4。1994年八段。1994年から96年まで名人戦リーグ入り。1996年NEC杯決勝に進出し、曹大元に敗れ準優勝。同年九段。
1997年に曹大元、王群らによる福建紅古田囲碁クラブを設立し、1999年に乙級リーグに参加、2000、01年に甲級リーグ戦に出場。2001年に北京で囲棋道場を開き、2005年には乙級リーグに北京鄭弘囲棋道場を率いて出場するが丙級に陥落。中国棋士ランキングでは1999年30位。

### 主な棋歴
国際棋戦
- 東洋証券杯世界選手権戦 出場 1993年第6回（×武宮正樹）
- 世界囲碁選手権富士通杯 出場 1999年（×加藤正夫）
- 日中スーパー囲碁
  - 1991年 3-1（○小松英樹、○小県真樹、○依田紀基、×片岡聡）
  - 1992年 1-1（○小松英樹、×依田紀基）
- 真露杯SBS世界囲碁最強戦
  - 1994年 0-1（×宮沢吾朗）

国内棋戦
- 全国囲棋個人戦 1990、98年3位
- NEC杯囲棋賽 準優勝 1996年
- 宝勝電纜杯囲棋戦 準優勝 1997年
- 中国囲棋甲級リーグ戦
  - 2000年（福建紅古田）
  - 2001年（福建紅古田）
  - 2003年乙級（香港信世界）
  - 2005年乙級（北京鄭弘囲棋道場）
  - 2008年乙級（北京網絡囲棋）
  - 2009年丙級（北京西蔵薬業）